# Luis Páez
Luis Fernando Páez González (Asunción, 19 dicembre 1989 – Asunción, 7 aprile 2019) è stato un calciatore paraguaiano con passaporto spagnolo, attaccante.

## Carriera
Cresciuto nelle giovanili del Tacuary, a 17 anni si è trasferito allo Sporting Lisbona, con cui ha debuttato in prima squadra nel gennaio 2008, collezionando due presenze. Ceduto in prestito al Fátima, ha poi fatto ritorno al Tacuary nell'estate 2009. Nel gennaio 2010 è passato al Gallipoli con la formula del prestito con opzione per il riscatto della metà.
Con la sua Nazionale ha partecipato al Campionato mondiale di calcio Under-20 2009.
Muore ad Asuncion il 7 aprile 2019 all'età di 29 anni in un incidente stradale.